# Calixto Payan Vargas
Calixto Payan y Vargas, Marqués de la Constancia y vizconde de Barrado (nacido como Calixto José Antonio Ramón Payan Vargas, el 14 de octubre de 1779 en Badajoz - murió el 31 de diciembre de 1864 en Plasencia) filántropo creador del colegio de huérfanos de la Constancia.

## Reseña biográfica
Hijo del riojano Felipe Payán Rubio y Mª de la Candelaria Vargas y Laguna nacida en Plasencia, provincia de Cáceres (Extremadura), perteneciente a una de las familias más importantes de la zona, siendo sus hermanos don Vicente Vargas Laguna, mariscal de campo que luchó en la Guerra de la independencia contra los franceses y Antonio Vargas Laguna embajador de España en Roma y secretario de estado de España, distinguido con la Gran Cruz de la Orden de Carlos III y al que Fernando VII le concedió el título de Marqués de la Constancia aunque no pudo disfrutar de la recompensa.
Fue bautizado el 17 de octubre de 1779 en Badajoz. Fue militar durante la guerra de independencia en el regimiento de Caballería de Húsares de Extremadura donde llegó a ser Teniente Coronel. Durante la guerra fue cogido prisionero y encarcelado durante un año en Badajoz.
En 1820 fue miliciano del cuartel de san Martín, barrio del Carmen calzado a la edad de 40 años. Respondiendo al Reglamento provisional para la organización de una Milicia Nacional decretada el 31 de agosto de 1820 para defender el sistema constitucional durante el Trienio Liberal. Fue en este cuartel, en 1844, donde la “Compañía de Guardias Jóvenes” era un programa enfocado a la educación de huérfanos basado en los valores de la Guardia Civil, lo que actualmente es el Colegio de Guardias Jóvenes de Valdemoro. En 1818 este cuartel contaba con 24 niños y 34 niñas que componían el plan de escuelas reales gratuitas de niños pobres establecido por S.M. el Sr. Fernando VII.
Tras la guerra, se dedicó a gestionar el patrimonio familiar que estaba compuesto de tierras en Plasencia, que incluía, además, importantes activos inmobiliarios, grandes dehesas en la provincia de Cáceres. También cuidó de sus hermanas que fueron solteras en una época en la que las mujeres de alta alcurnia eran educadas en el canto y las bellas artes.
La casa solariega donde vivieron toda la familia fue la casa de los Vargas de Trujillo, que fue construida por Gutierre Vargas Carvajal que fue obispo de Plasencia en el siglo XVI donde era asistido por Soledad Peroni.
El 16 de diciembre de 1823, Fernando VII le concedió a su tío Antonio Vargas Laguna el título de Vizconde de Barrado y Marqués de la Constancia, pero el pago de las medias anatas se demoró un año, y se publicó las Reales Órdenes en marzo y junio de 1824, lo que provocó que Antonio Vargas Laguna muriese, el 23 de octubre de 1824, antes de que saliese el Real Decreto de concesión del título nobiliario. No obstante, utilizó el título desde su concesión en 1823. Aunque se casó cuatro veces, murió sin descendencia. El título pasó por su hermana mayor, María de la Candelaria de Vargas y Laguna, a su primer hijo Don Calixto Payan Vargas por Real Decreto el 6 de junio de 1826, que fue el sobrino mayor de Antonio Vargas Laguna.
Como no se casó durante su juventud, a la edad de 84 años, se casó el 28 de julio de 1863 con Soledad Peroni, de 76 años, con la intención de dejarle la herencia. En ese momento no contaba con herederos, puesto que toda su familia había muerto antes que él. Pero, tras la boda, Soledad Peroni también murió antes que él.
Calixto Payan Vargas murió de una apoplejía sanguínea el 31 de diciembre de 1864. No tuvo herederos vivos y sus bienes pasaron a financiar un colegio de niños huérfanos, por lo que es recordado como un gran filántropo. El título de Marqués de la Constancia quedó desierto muchos años. Fue reclamado por descendientes suyos, Alfonso XIII, el 25 de abril de 1924 les concedió el marquesado de la Constancia, pero añadió la palabra "Real", creando un título nuevo.

## Legado
A la hora de su muerte, en su testamento, dejó una fundación para niños huérfanos llamada San Calixto con unas claras indicaciones. El colegio empezó su andadura en octubre del año 1869 bajo el nombre de Colegio de la Constancia, ayudó a muchos niños en situación precaria y fue solvente hasta bien entrado el siglo XX. 
También fundó un parque urbano en Plasencia, el parque de la Coronación, utilizado como recinto ferial.
Como homenaje los alumnos del colegio erigieron una escultura realizada por Eliseo Ruiz Corisco, en 1963 y ubicada en el Parque de Gabriel y Galán, en Plasencia.